# Louvagny
Louvagny é uma comuna francesa na região administrativa da Normandia, no departamento Calvados. Estende-se por uma área de 5,64 km². Em 2010 a comuna tinha 63 habitantes (densidade: 11,2 hab./km²).